# Eryngium humile
Eryngium humile är en flockblommig växtart som beskrevs av Antonio José Cavanilles. Eryngium humile ingår i släktet martornar, och familjen flockblommiga växter. Inga underarter finns listade i Catalogue of Life.